# Guibourtia ehie
Guibourtia ehie (Ovangkol, Amazoué, Moçambique, Shedua ou Palisandro) é um tipo de árvore—espécie de Guibourtia na família Fabaceae. Nativas tropicais do oeste da África, que crescem nos Camarões, Gabão, Gana, Costa do Marfim, Libéria e Nigéria. Ela prefere florestas tropicais fechadas e florestas de transição, geralmente em pequenos grupos. Ela é ameaçado por perda de habitat.
É um árvore de folha persistente que cresce de 30 a 45 m de altura, com tronco de 60 a 90 cm de diâmetro, fortemente apoiado na base, com casca lisa. As folhas são alternadas, de 5 a 10 cm de comprimento, dividido em dois folhetos com apices acuminate. As flores são brancas, com quatro sépalas e sem pétalas. O fruto é uma vagem de 4 a 6 cm de comprimento e 2,5 a 3,5 cm de largo.

## Usos
A madeira é pesada, com densidade de 0,85 g/cm3; ela é usado para a marcenaria, a escultura, assoalhos, marcenaria, instrumentos musicais, e moca. é durável e resistente a insetos da madeira.
Por vezes é usado na fabricação de guitarras , na traseira e nas laterais dos corpos de violão. Ela também é usado como um riser no arco "stick" fabricados por Martin tiro com Arco. É um substituto menos caro de palisandro, e é usado pelos bem conhecidos fabricantes de guitarra e baixo , como a Yamaha (Japão) em alguns modelos de preço relativamente acessível, Taylor (EUA), Esteve, Turner (reino UNIDO), Warwick (Alemanha), Framus (Alemanha), Warmoth (EUA), Alhambra (Espanha), Ibanez (Japão), e Yairi (Japão).